# Josie (Vorname)
Josie ist ein weiblicher Vorname. Er stammt als Kurzform von Josephine bzw. Josefine und damit vom hebräischen männlichen Vornamen Josef ab.

## Namensträgerinnen
- Josie Bissett (* 1970), US-amerikanische Schauspielerin
- Josie Davis (* 1973), US-amerikanische Schauspielerin und Filmproduzentin
- Josie Ho (* 1974), chinesisch-kanadische Schauspielerin und Sängerin
- Josie Johnson (* 2006), US-amerikanische Skispringerin
- Josie Loren (* 1987), US-amerikanische Schauspielerin
- Josie MacAvin (1919–2005), irische Artdirectorin und Szenenbildnerin
- Josie Maran (* 1978), US-amerikanisches Fotomodell
- Josie Petru (1876–1907), slawonische Opernsängerin

### Josi
- Josi von Koskull (1898–1996), deutsch-baltische Übersetzerin
- Josi Meier (1926–2006), Schweizer Politikerin (CVP)
- Josi Miller, eigentlich Josephine Müller, deutsche DJ, Produzentin, Sängerin und Podcasterin

### Josy (männlich und weiblich)
- Josy Barthel (1927–1992), Luxemburger Leichtathlet und Olympiasieger
- Josy Biedermann (* 1941), liechtensteinische Politikerin
- Josy Gyr (1949–2007), Schweizer Politikerin (SP)
- Josy Kraus (1908–2001), Luxemburger Radsportler
- Josy Meidinger (1899–1971), deutsche Malerin, Scherenschnittkünstlerin und Illustratorin
- Josy Simon (* 1933), Luxemburger Leistungssportler und Abgeordneter
- Josy Stoffel (1928–2021), Luxemburger Gerätturner

### Josie (Künstlername)
- Josie Mel, jamaikanischer Reggae-Musiker